# Таллинский целлюлозно-бумажный комбинат имени В. Кингисеппа
Та́ллинский целлюло́зно-бума́жный комбина́т и́мени В. Ки́нгисеппа (эст. Tallinna V. Kingiseppa nimeline Tselluloosi- ja paberikombinaat) — крупнейшее предприятие целлюлозно-бумажной промышленности в советской Эстонии.

## История предприятия

### В Российской империи
Предшественником предприятия была «Бумажная мельница Юлемисте» (Ülemiste paberiveski), которую открыл в 1664 году Лоренц Яух (Lorents Jauch). Первые документы о её создании датированы 8 сентября 1667 года. В 1822 году принадлежащую фабрике землю и разрушенные здания выкупил директор Петергофской бумажной фабрики Фридрих Вильгельм фон Вистингхаузен. В 1826 году началось строительство бумажной фабрики, которое длилось с перерывами до 1838 года. Этот год считается годом основания Таллинского целлюлозно-бумажного комбината.
Владельцы фабрики менялись очень часто. В 1836 году фабричные здания купил Йохан Вильгельм Донат (Johann Wilhelm Donat). Производство началось в 1839 году, в 1841 году на предприятии было 125 рабочих.
В 1849 году фабрику купил Георг Эггерс (Georg Eggers), чьи потомки продали её в 1879 году А. Паррисону (A. Parrison).
В 1881 году фабрику купил A. Храдетский (А. Hradetski).
В 1826—1893 годах предприятие носило название «Бумажная фабрика Юлемисте». Затем предприятие преобразовали в целлюлозную фабрику. В 1912 году фабрика получила название «Целлюлозная фабрика Е. Оссе и Ко в Таллине» (эст. E. Osse ja Ko tselluloosivabrik Tallinnas).
В 1880 году у фабрики начались экономические трудности, которые продолжались до 1899 года. Затем руководителем предприятия стал Эмиль Фале (Emil Fahle). В 1917 году он стал крупнейшим акционером фабрики и руководил ею до своей смерти в 1929 году.
С 1 января 1913 года предприятие носило название «Северные целлюлозно-бумажные фабрики» (эст. Põhja Paberi- ja Puupapivabrikute Aktsiaühisus). Это же название фабрика носила во времена немецкой оккупации 1941—1944 годов.
В 1915 году на фабрике было 742 рабочих, в  1917 году — 920.

### В Первой Эстонской республике
В 1921 году на фабрике работало почти 2000 рабочих, однако в результате модернизации производства их численность в 1922 году упала до 955.
В 1923 году была построена железная дорога от фабрики до станции «Юлемисте».
В 1926—1927 годах был реконструирован цех целлюлозы, годовая продукция выросла до 65 тысяч тонн, численность работников превысила одну тысячу человек.
В 1929 году управление фабрикой перешло банку Мендельсона (Mendelssohn Bank) в Берлине.
На фабрике было несколько отделений (целлюлозное, бумажное, спичечное, лесное) и подсобных хозяйств (каменоломня в Вазалемма, бумажная фабрика в Ягала и бумажная фабрика в Таммику). При фабрике работала амбулатория и была добровольная пожарная команда. Культурно-образовательное объединение рабочих «Пухкекоду» (Puhkekodu) организовывало праздники, театральные курсы, спортивные мероприятия. За счёт фабрики работали детский сад, гимнастический зал, кинотеатр, библиотека, оркестр и кружки по интересам.

### ВСоветской Эстонии
Национализированная в 1940 году фабрика с 31 декабря 1940 года постановлением Президиума Временного Верховного Совета ЭССР получила название «Таллинская целлюлозно-бумажная фабрика имени Виктора Кингисеппа» и носила его также с 3 ноября 1944 года по 28 февраля 1945 года.
Разрушенная войной фабрика была полностью восстановлена к 1950 году.
С 1960 года по февраль 1971 года предприятие  носило название «Таллинский целлюлозно-бумажный комбинат имени Виктора Кингисеппа».
В 1960 году на комбинате был открыт отдел кормовых дрожжей.
За результаты работы в I квартале 1967 года комбинату было присуждено переходящее Красное знамя Министерства лесной и целлюлозно-бумажной промышленности СССР и ЦК профсоюза.
В 1971 году комбинат вошёл в качестве головного предприятия в Эстонское производственное объединение целлюлозно-бумажной промышленности «Эстонбумпром» (Eesti Tselluloosi- ja Paberitootmiskoondis „Eesti Paberitööstus“). В состав объединения также вошли Таллинская бумажная фабрика, Кохилаская бумажная фабрика, Кехраский целлюлозно-бумажный комбинат и Ряпинаская бумажная фабрика.
В 1977 году комбинат был награждён орденом Трудового Красного Знамени (по другим данным в 1967 году).
Приказом № 419 Министерства лесной, целлюлозно-бумажной и деревообрабатывающей промышленности СССР от 14 ноября 1985 года с 1 марта 1986 года объединение «Эстонбумпром» было ликвидировано. На его базе были образованы три предприятия: 
1) Ордена Красного Трудового Знамени Таллинский Целлюлозно-бумажный комбинат имени В. Кингисеппа с отделениями: Бумажная фабрика Йоавески (Joaveski Paberivabrik), Ряпинаская бумажная фабрика (Räpina Paberivabrik) и Таллинская бумажная фабрика (Tallinna Paberivabrik) или производственный цех № 2; 
2) Кехраская бумажная фабрика (Kehtra Paberivabrik); 
3) Кохилаская бумажная фабрика (Kohila Paberivabrik).
На комбинате работал Герой социалистического труда Рауль Никколо.

### После восстановления независимости Эстонии
Перед восстановлением независимости Эстонии, согласно решению Правительства Эстонской республики № 11 от 18 февраля 1991 года, на материально-технической базе Таллинского целлюлозно-бумажного комбината было создано государственное акционерное общество «Таллинна Пабер» (RAS Tallinna Paber). В 1994 году предприятие было ликвидировано в связи с банкротством.
Несколько позже в бывшем промышленном квартале были открыты магазины, спортивные и музыкальные клубы, конторы, а целлюлозный цех в начале 2000-х годов был перестроен в жилой дом, на нижних этажах которого размещаются офисы. В настоящее время это здание носит название Дом Фале (Fahle Maja).
Изначально квартал получил название «Целлюлозный квартал» (эст. Zelluloosi Kvartal). Его здания сдавались в аренду под производственные, торговые, складские и офисные площади. С 2018 года началось преобразование этого квартала в т. н. квартал «Фале» (городок Фале, эст. Fahle Park).

## Заводские строения, признанные памятниками архитектуры
Семь объектов бывшего целлюлозно-бумажного комбината внесены в Регистр памятников культуры Эстонии как памятники архитектуры:
- главная контора целлюлозно-бумажной фабрики (1915 год)[9];
- целлюлозный цех (1926, 1930 годы)[10];
- первая бумажная фабрика (1910 год)[11];
- вторая бумажная фабрика (1913 год)[12];
- внутреннее промышленное здание целлюлозно-бумажной фабрики с дымоходом (1910, 1937 годы)[13];
- пожарное депо (1912 год)[14];
- стена из плитняка (1915 год)[15].

- Строения целлюлозно-бумажной фабрики Фаля, памятники архитектуры
- Первая бумажная фабрика
- Вторая бумажная фабрика
- Главная контора целлюлозно-бумажной фабрики
- Пожарное депо
- Стена из плитняка